# Mercedes-Benz EQC
El Mercedes-Benz EQC es un crossover compacto tipo SUV eléctrico de batería producido por el fabricante alemán Mercedes-Benz desde 2019. Es el primero de la familia de modelos eléctricos Mercedes EQ, que se esperaba que para 2022 incluyera diez nuevos modelos.

## Lanzamiento
El EQC se basa en «Generación EQ», un concepto de vehículos utilitarios deportivos con motor eléctrico, develado en el Salón del Automóvil de París de 2016. A partir de septiembre de 2017, la compañía alemana comenzó a recibir pedidos del vehículo en Noruega. Un año después, el 4 de septiembre, presentó en Estocolmo la versión final del producto y en el Salón del Automóvil de París de 2018 hizo su debut público.

## Diseño

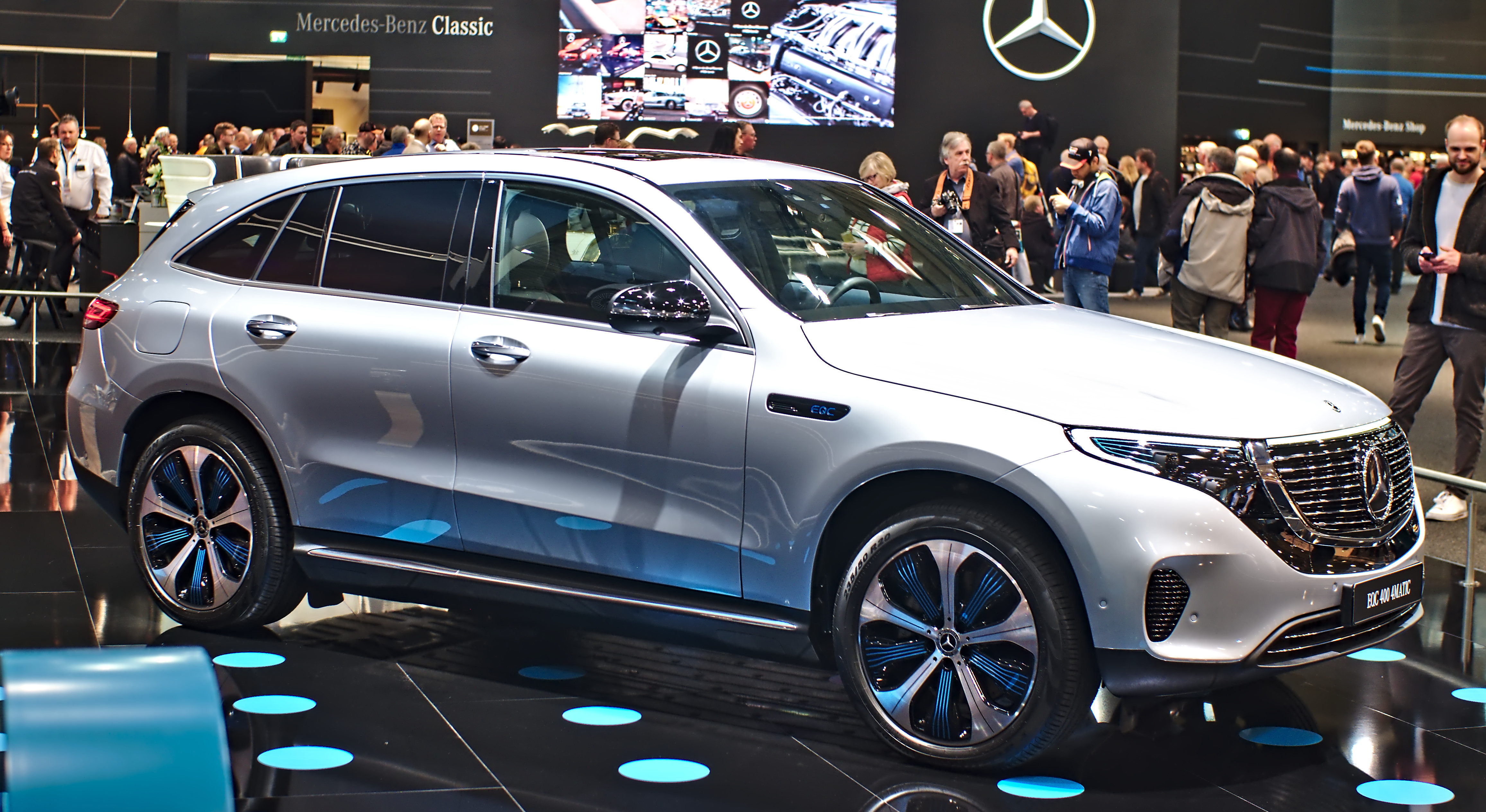
400 4MATIC en Techno Classica de 2019

El vehículo se sitúa entre los Mercedes-Benz Clase GLC y Mercedes-Benz Clase GLE por sus 4761 mm (187,4 pulgadas) de largo. Tiene además cinco asientos, una cajuela con capacidad para 500 L (17,7 pies cúbicos), 1884 mm (74,2 pulgadas) de ancho y 1624 mm (63,9 pulgadas) de alto, así como un peso en vacío de 2425 kg (5346 libras). Cuenta con dos motores eléctricos asíncronos eATS, uno en cada eje, con 300 kW (408 CV; 402 HP) de potencia y un par máximo de 760 N·m (561 lb·pie). Dispone de una batería de iones de litio que le proporciona una autonomía teórica de 450 km (280 millas). Las baterías tienen una capacidad de 80 kWh (288 MJ) con un peso de 650 kg (1433 libras), conformadas de 384 celdas ubicadas en el suelo del vehículo. Acelera de 0 a 100 km/h (0 a 62 mph) en 5.1 segundos y tiene una velocidad punta limitada automáticamente de hasta 180 km/h (112 mph).

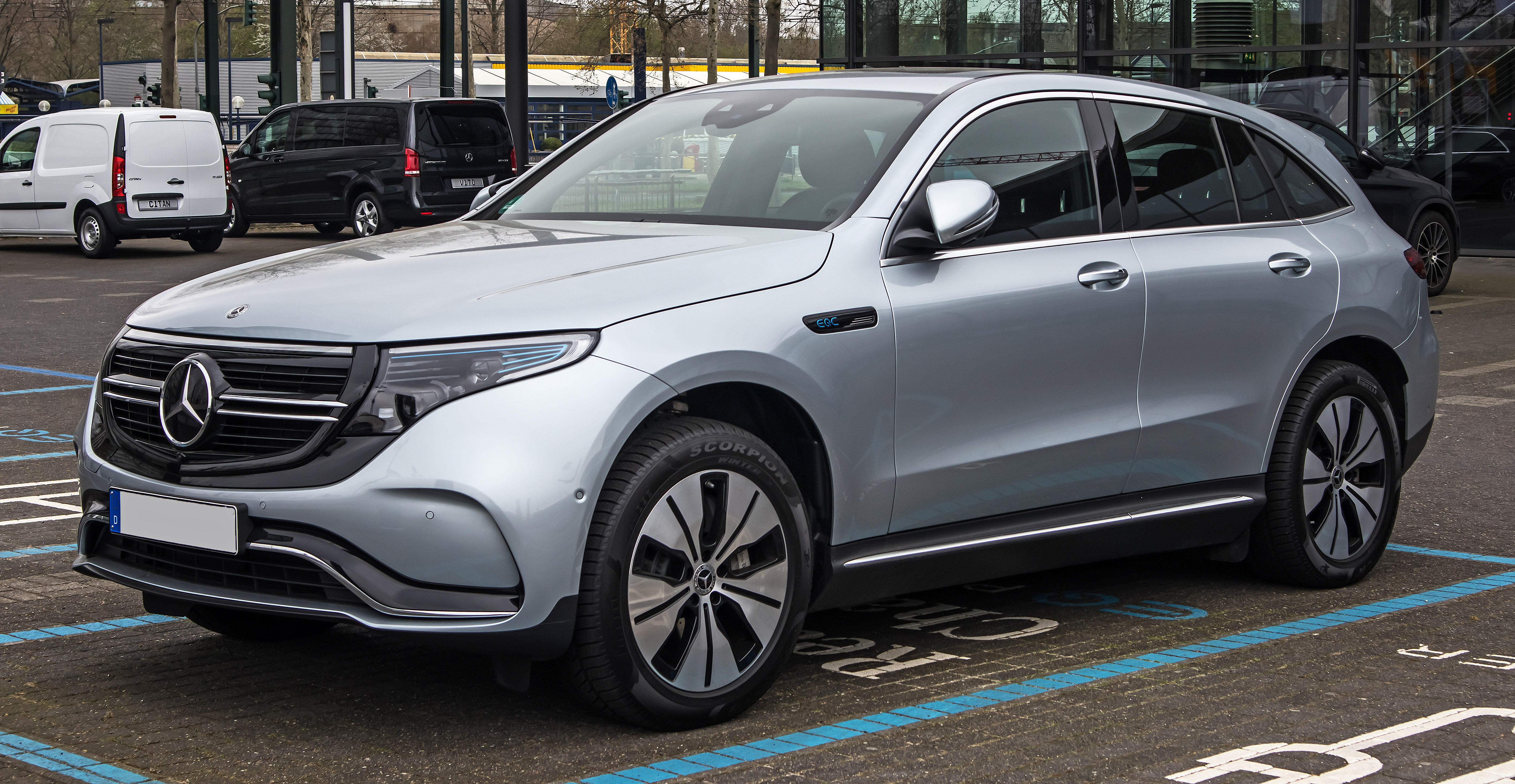
400 4MATIC AMG Line (N 293)
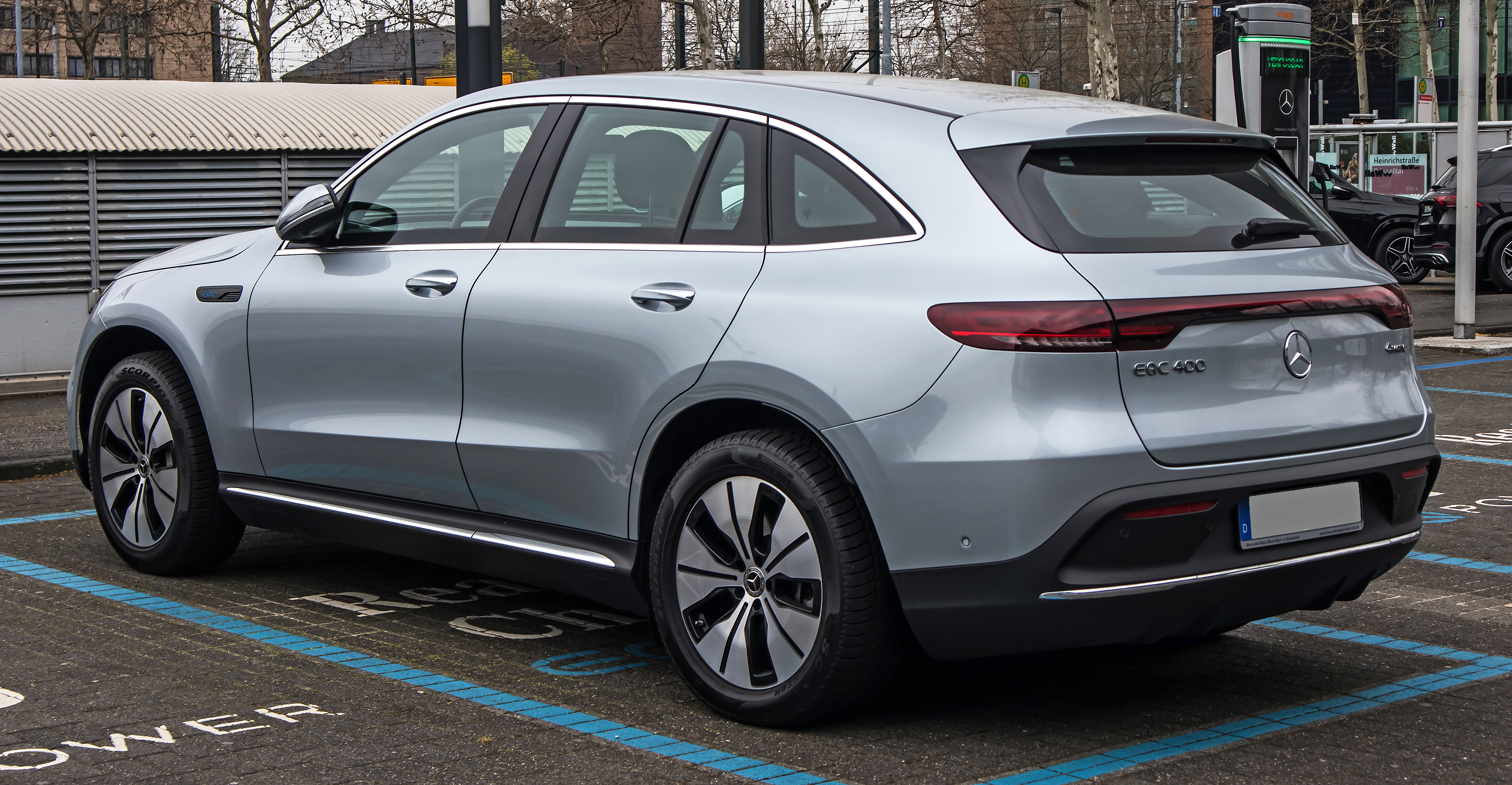
Vista lateral-trasera

## Equipo
El equipamiento estándar del vehículo incluye rines de 19 a 21 pulgadas (48,3 a 53,3 cm) y una pantalla de cristal líquido central de 2 x 10,25 pulgadas (5,1 x 26,0 cm) con los mandos de control de los elementos del vehículo y de entretenimiento. También cuenta con el «Mercedes-Benz User Experience», un sistema con asistente de voz y funciones de entretenimiento e información, que presenta un sistema de navegación y el estado de carga.